# Xã Amor, Quận Otter Tail, Minnesota
Xã Amor (tiếng Anh: Amor Township) là một xã thuộc quận Otter Tail, tiểu bang Minnesota, Hoa Kỳ. Năm 2010, dân số của xã này là 495 người.